# Sàdaqa ibn Mansur
Sayf-ad-Dawla Abu-l-Hàssan Sàdaqa (I) ibn Mansur fou emir mazyàdida d'al-Hilla, a cavall entre el segle xi i el xii.

## Biografia
Va succeir com emir al seu pare Mansur ibn Dubays el 1086. Fou reconegut pel sultà seljúcida Màlik-Xah I com a senyor dels territoris de l'Iraq central a l'oest del Tigris. En la lluita entre el sultà seljúcida Muhàmmad ibn Màlik-Xah i el seu germà Barkyaruq, va donar suport al primer, i la confusió li va permetre augmentar la seva independència; va sostenir primer a Barkyaruq, però després d'una baralla amb el visir del sultà el 1101 va fer homenatge a Muhàmmad ibn Màlik-Xah, en nom del qual va llegir la khutba a Hilla, però al cap de poc ho va deixar de fer i només esmentava al califa al-Mústaddhir. Sàdaqa fou un autèntic beduí que va viure a la tenda fins al 1101, però en endavant va residir a al-Hilla.
En la confusió que regnava a l'Iraq, va ocupar Kufa (1101), Hit, Wasit (1104), Bàssora (1106), i Takrit (1106), i diverses tribus àrabs de l'Iraq van quedar sota la seva influència; se l'anomenà llavors Màlik al-Àrab (Príncep dels Beduïns). Finalment Muhàmmad es va decidir a atacar-lo i el va derrotar en la batalla d'al-Numaniyam, prop d'al-Madain, el 1108, en la qual va trobar la mort. El seu fill Dubays (II) ibn Sàdaqa fou fet presoner i no va poder retornat a al-Hilla fins al 1118.